# Tribos lituanas

Distribuição das tribos bálticas por volta de 1200 da Era Cristã. Os bálticos orientais são mostrados em tons de marrom enquanto os bálticos ocidentais são mostrados em tons de verde. As fronteiras são aproximadas.

Os Lituanos foram uma tribo báltica oriental que habitava a parte sudeste do território moderno da Lituânia e a parte noroeste do território moderno da Bielorrússia na Idade Média - as regiões norte de Upper Ponemanje.

## Etimologia
As opiniões dos pesquisadores sobre a origem do etnônimo "Lituânia" diferem. Em particular, sugere-se que está conectado com o nome do Rio Letauca (lituano: Lietauka), um afluente do Rio Vilia.
O nome "Lituânia" (Lituae) aparece pela primeira vez nos Anais de Quedlimburgo em um recorde para 1009. A Lituânia também é repetidamente mencionada no "Conto dos Anos Passados".
De acordo com o Dicionário de Vasmer, o termo "Lituânia" remonta ao antigo russo "lit'va". Segundo o autor, essa palavra foi emprestada do lituano "Lietuva" ("Lituânia").